# Kurt Sandweg
Kurt Sandweg (* 17. Oktober 1927 in Düsseldorf; † 18. November 2008 in Duisburg) war ein deutscher Bildhauer, Grafiker und Hochschullehrer.

## Leben

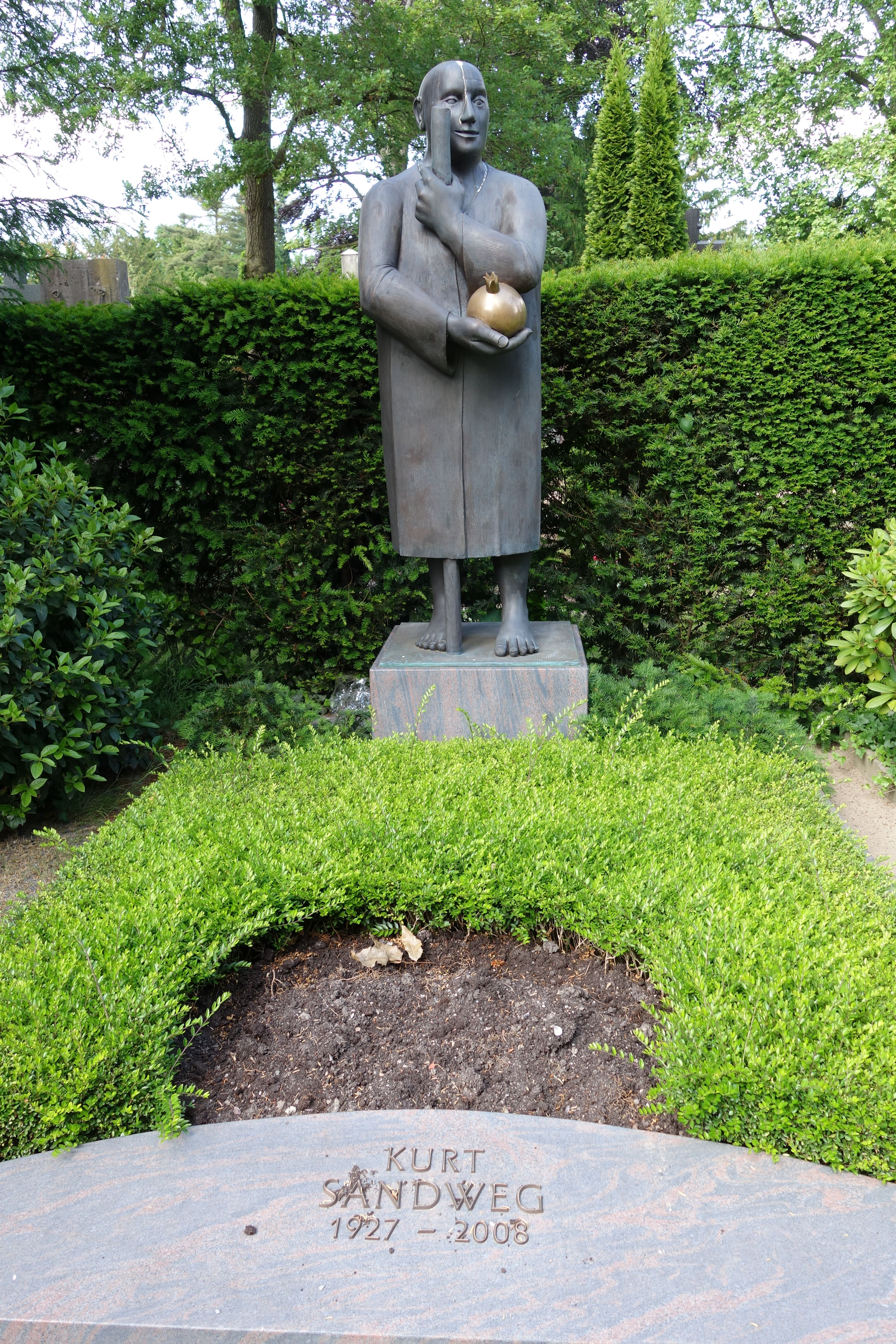
Der Bewahrer, Skulptur zur Grabstätte Kurt Sandweg auf dem Düsseldorfer Nordfriedhof

Kurt Sandweg wurde 1927 in Düsseldorf-Bilk geboren. Von 1941 bis 1944 machte er eine Holzbildhauer-Lehre bei dem Bildhauer Franz Dreier in Düsseldorf, bevor er 1944 zum Militärdienst einberufen wurde (Einsatz im Osten, Verwundung).
Nach dem Zweiten Weltkrieg, von 1945 bis 1949, machte Sandweg seine Ausbildung im Atelier des Bildhauers Bentrup, Studien bei Professor Weissenborn und an der Abendakademie der Kunstakademie Düsseldorf. Ab 1950 war er freier Mitarbeiter bei einem Düsseldorfer Steinbildhauer. Von 1952 bis 1956 hatte Kurt Sandweg dann ein eigenes Atelier in Düsseldorf.
1957 zog Sandweg an die Einbrunger Mühle und gründete zusammen mit Günther Uecker, Germán Becerra, Hannes Esser und Rudi Heekers die Künstlergruppe Einbrungen/Wittlaer. Später kamen Jochen Hiltmann und Bernd und Hilla Becher dazu.
1958, nach einem Arbeitsaufenthalt in einem Keramikatelier im südfranzösischen Vallauris, erstellte Sandweg seine ersten lebensgroßen Skulpturen in Holz und Stein, sowie eine Serie bemalter Holzreliefs. Bei einem längeren Aufenthalt, um 1960, in Griechenland entstanden Großplastiken und Stelen, Zeichnungen und Druckgraphiken. 1966 reiste Sandweg acht Monate nach Peru, Mexiko und Brasilien und nahm an archäologischen Ausgrabungen teil. Die Köhler-Osbahr-Stiftung erhielt 2006 als Zustiftung den umfangreichen Nachlass aus der ethnologischen Sammlung Kurt Sandwegs für das Kultur- und Stadthistorisches Museum Duisburg.
1967 verließ er die Einbrunger Künstlerkolonie, baute und bezog 1968 sein Atelier in Wittlaer-Froschenteich, Wittgatt 88, in welchem er bis zu seinem Tode wohnte und arbeitete, und wurde Dozent für Plastik und Zeichnen an der Duisburger Volkshochschule. 1969 bis 1970 folgte ein Unterrichtsauftrag an der Pädagogischen Hochschule Duisburg. Der Rat der Stadt Duisburg berief ihn als künstlerischen Berater in den Ausschuss für kulturelle Fragen. 1971 bis 1976 wurde Sandweg Vorsitzender des Verein der Düsseldorfer Künstler und Leiter der jährlich stattfindenden Ausstellung für bildende Künstler aus Nordrhein-Westfalen, „Die Grosse“. 1973 kuratierte Sandweg die erste westdeutsche Nachkriegsausstellung im polnischen Krakau.
Zwischen 1975 und 1976 begann er, nach einem mehrwöchigen Aufenthalt an der Elfenbeinküste, mit dem Aufbau einer eigenen Sammlung afrikanischer Plastik. 1977 initiierte Sandweg den Kulturaustausch von Studenten und Hochschullehrern zwischen Polen und der BRD, wurde zum internationalen Bildhauersymposium nach Oronsko eingeladen und führte 1978 die Große Kunstausstellung westdeutscher Künstler in Krakau aus. 1978 erfolgt der Ausbau des Bereichs Bildhauerei-Plastik an der Duisburger Gesamthochschule und eine Exkursion in die Türkei.
Seit 1983 war Kurt Sandweg Mitglied der Neuen Darmstädter Sezession. Im selben Jahr initiierte er die erste juryfreie Kunstausstellung „Künstler aus NRW in Moskau“. Von 1985 bis 1986 war er Mitglied im Bauausschuss der Gerhard-Mercator-Universität Duisburg. Von 1987 bis 1990 beteiligte er sich dort an der Initiative Universade. 1991 bis 1999 arbeitete er am Aufbau des Zentrum für Kunst (ZKM) mit.
Kurt Sandweg war von 1972 bis 1992 Lehrer an der Gesamthochschule Duisburg im Fachbereich Kunst- und Bildhauerei.
Kurt Sandwegs Lebensgefährtin ließ auf seinem Grab auf dem Nordfriedhof (Düsseldorf) seine letzte große Arbeit aufstellen, eine Figur mit goldenem Reichsapfel, der Kurt Sandweg den Namen „Der Bewahrer“ gegeben hatte.

„Das künstlerische Werk Kurt Sandwegs gliedert sich in drei Bereiche: Bildhauerei, Plastik, Zeichnung und Druckgraphik. Schwerpunkt seiner Arbeit war die Bildhauerei. Hier sind es vor allem Arbeiten in Stein, Holz und Bronze sowie Reliefs, zumeist in Holz. Die herausragende Bedeutung des Werkes von Sandweg wird bestimmt durch die konsequente - von keinerlei modischen Trends abgelenkte - Entwicklung seiner plastischen Formensprache. Der Beginn seiner künstlerischen Arbeiten war gekennzeichnet durch die gründliche Auseinandersetzung mit dem menschlichen Körper als Grundlage seiner künstlerischen Benennungen. Kurt Sandweg gehörte zu einer kleinen Gruppe bildender Künstler, welche die figürliche Plastik in konsequenter, unbeirrbarer Folgerichtigkeit entgegen aller modischen Trends seit dem Kriege zu einer neuen, originären Formulierungsmöglichkeit entwickelt hat. Seine Skulpturen sind eigenständige Formfindungen. Der Hinweis auf mögliche Einflüsse durch außereuropäische Skulpturen, Südamerikas etwa oder Afrikas, darf eher als Kompliment verstanden werden; behaupten sich die Figuren Sandwegs doch als Hervorbringungen in einer bewundernswerten Tradition.“

Kurt Sandweg hatte sich an nationalen und internationalen Gruppenausstellungen in Europa beteiligt.

„Die vier Winde“ von Kurt Sandweg, Alter Markt in Dülken
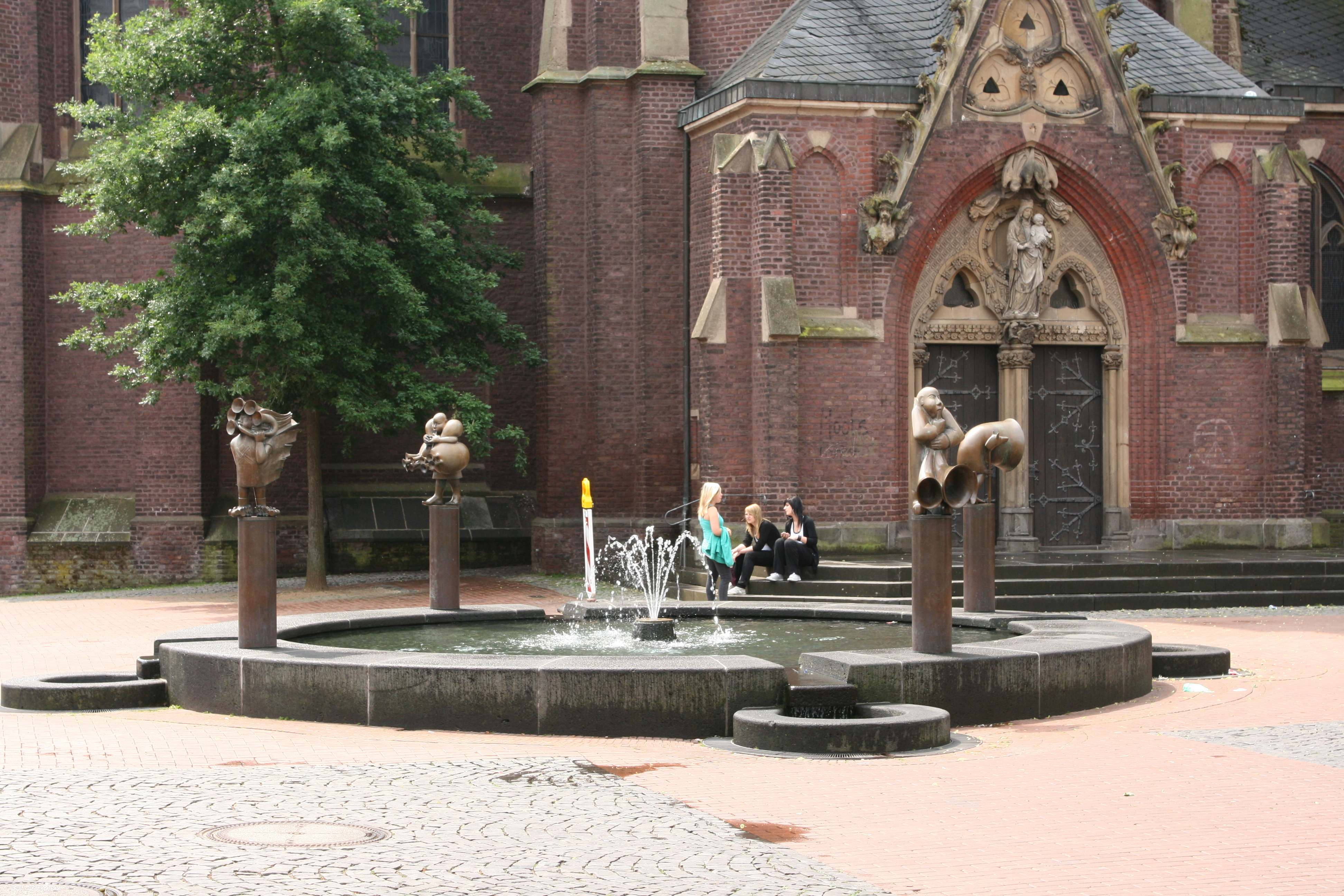
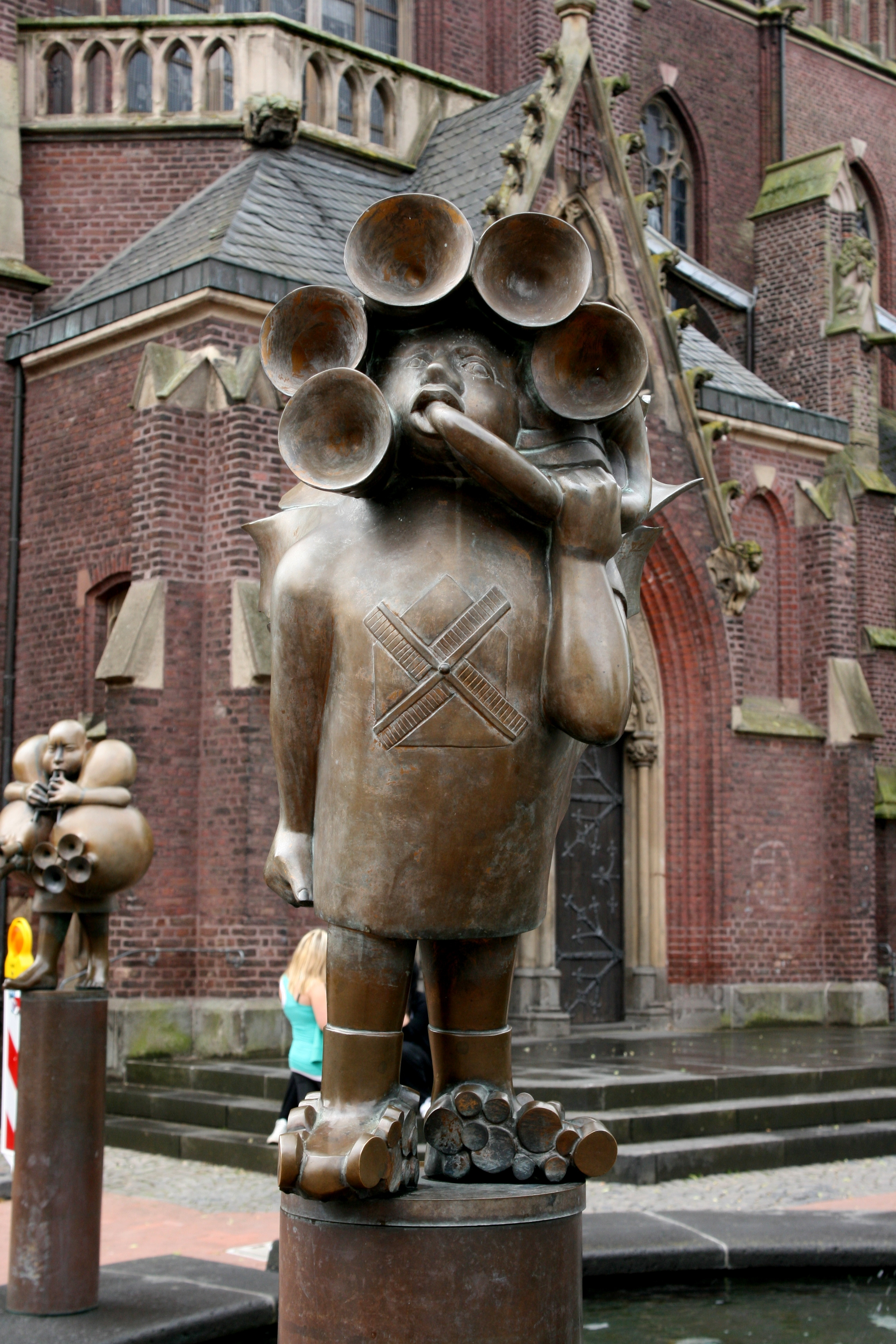
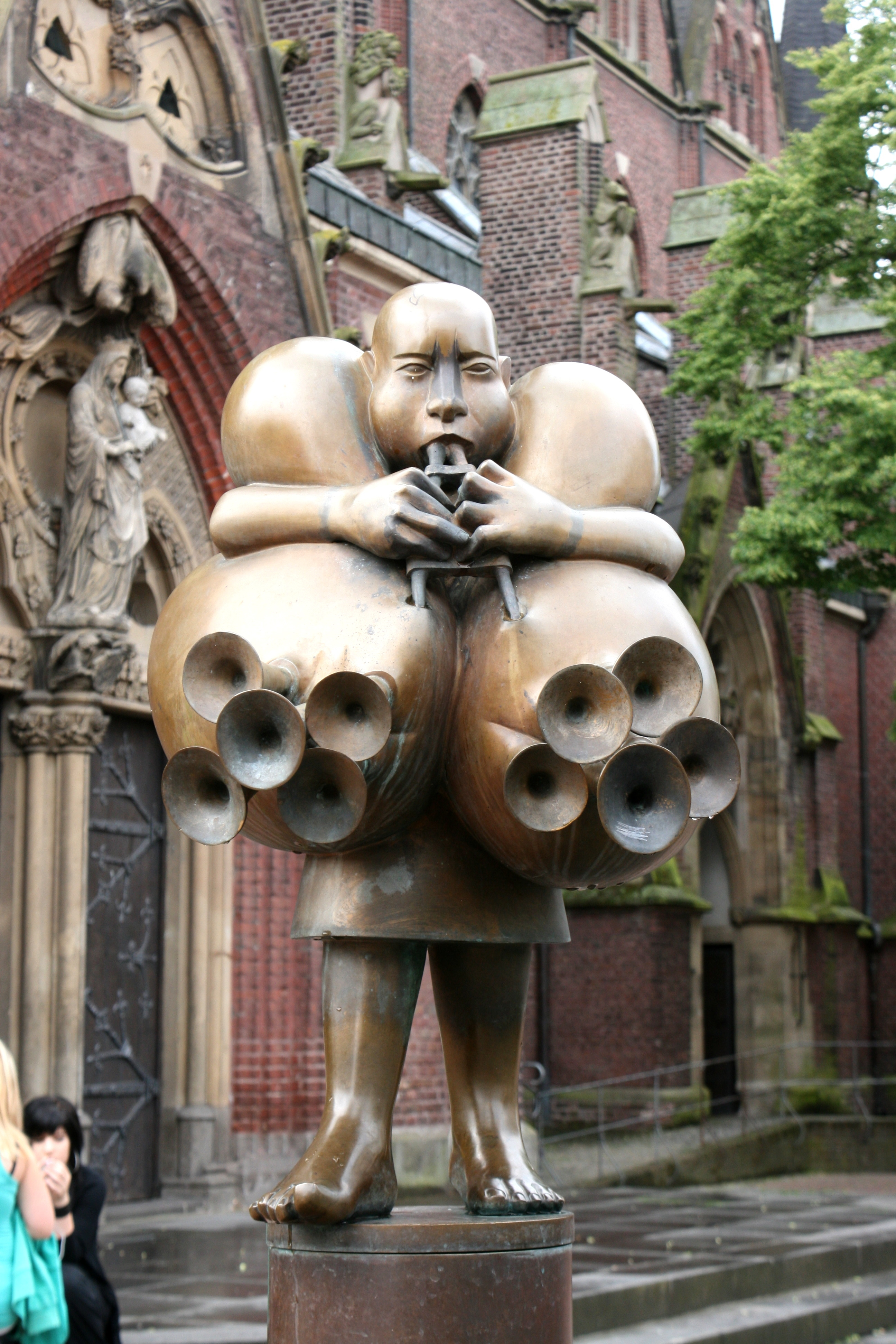
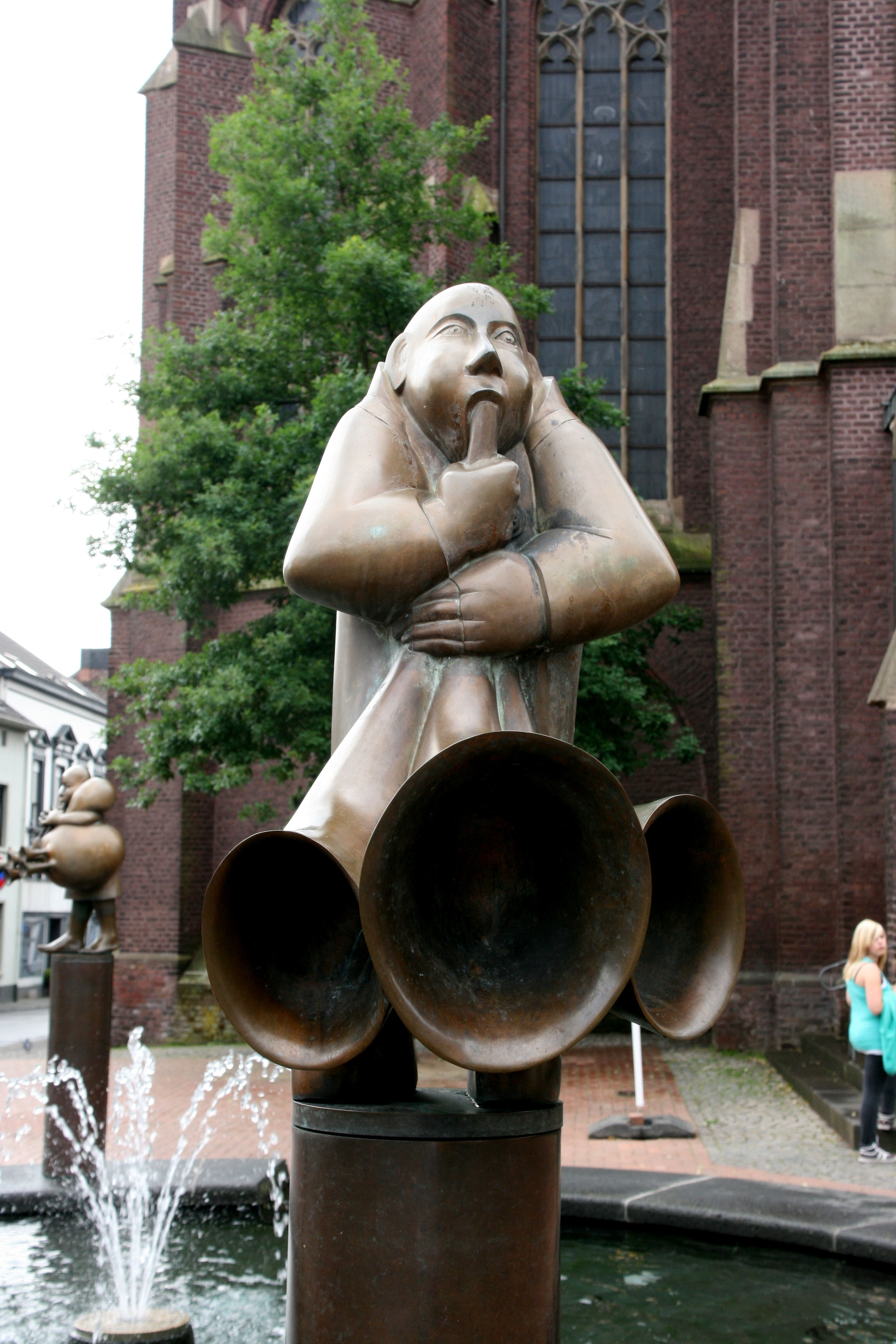
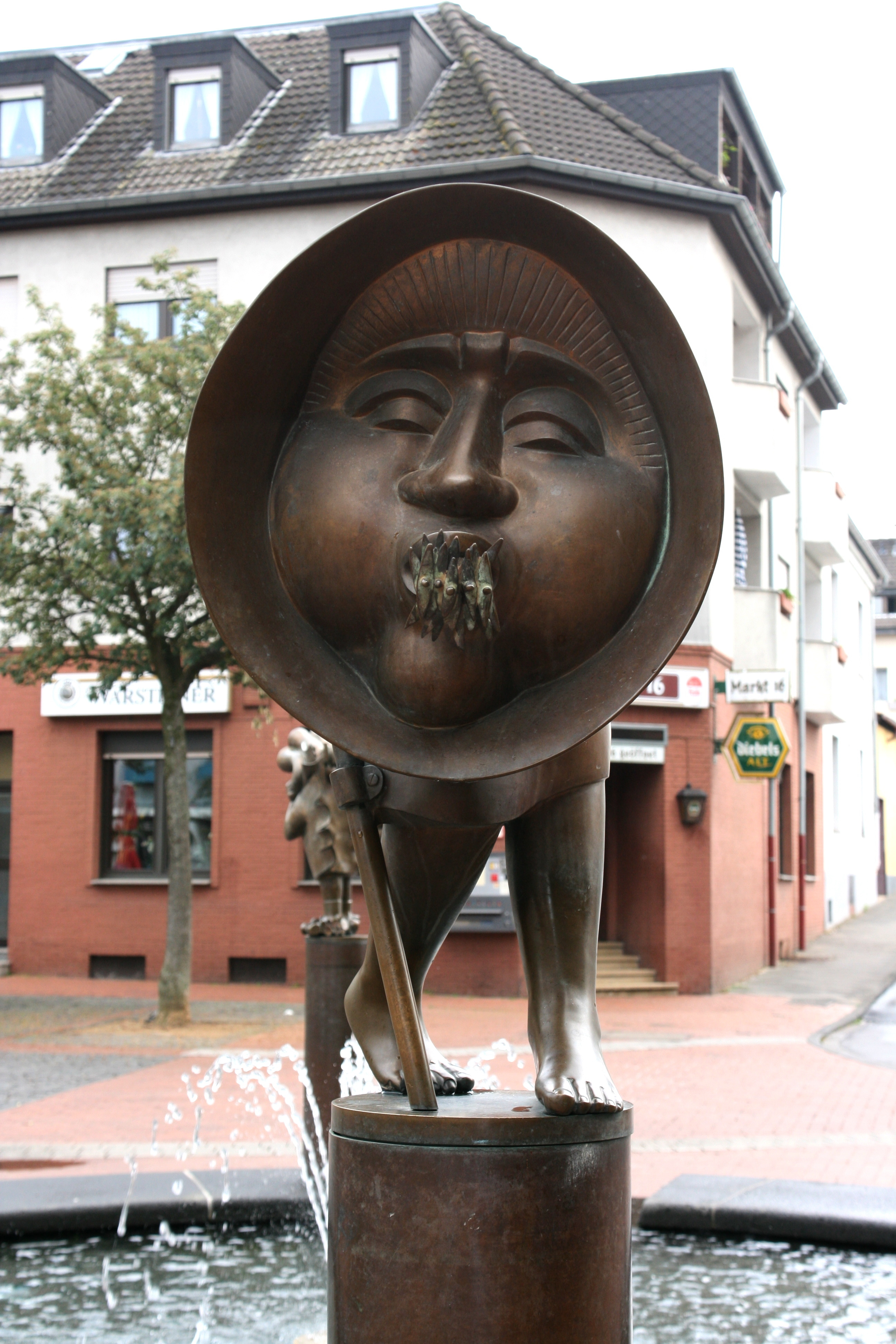

## Einzelausstellungen
- 1968: Präsentation der Südamerika-Sammlung
- 1972: Erste Ausstellung der Sammlung Sandweg: Präkolumbianische Kunst im Niederrheinischen Museum
- 1973: Organisation der ersten westdeutschen Nachkriegsausstellung in Krakau als Kurator
- 1976: Ausstellung Handwerk, Kunst und Leben in Westafrika
- 1978: Sammlung Sandweg, Kunst im alten Mexiko, Museum Duisburg
- 2005: Sandweg-Retrospektive in der cubus-Kunsthalle, Duisburg

## Ehrungen und Auszeichnungen
- 1978: Ehrenmedaille des gesamtpolnischen Künstlerverbandes
- 1979: Ehrenmedaille des polnischen Kulturministers
- 1980: L’Ordre Du Merite Culturel der Volksrepublik Polen